# گمینا گوستنگ
گمینا گوستنگ (به لهستانی:  Gmina Gostyń) یک گمینا در لهستان است که در شهرستان گوستنگ واقع شده‌است. گمینا گوستنگ ۱۳۶٫۹۱ کیلومتر مربع مساحت و ۲۷٬۸۶۰ نفر جمعیت دارد.